# Гетман, Игорь Евгеньевич
И́горь Евге́ньевич Ге́тман (азерб. İqor Yevgeneviç Getman; 7 июня 1971) — советский и азербайджанский футболист, бывший игрок сборной Азербайджана, ныне — тренер.
Имеет тренерскую лицензию УЕФА категории «В».

## Карьера

### Клубная
В футбол начал играть с 7 лет.
Начинал в свою карьеру в бакинских клубах «МЦОП-Динамо» и «Нефтчи»
В 1992 году перебрался в Россию, был зачислен в ставропольскую команду «Динамо», но в итоге не провёл ни одного матча за клуб.
В 1993 перешёл в махачкалинский «Анжи», где выступал на протяжении 5 лет. В 1998 вернулся в Азербайджан, стал играть за «Нефтчи».
Завершил футбольную карьеру 23 мая 2007 года в матче последнего тура чемпионата страны против клуба «Туран» (Товуз). За игру в составе «Нефтчи» президент клуба Ровнаг Абдуллаев подарил Игорю автомобиль «Daewoo Nexia».

### Международная
Выступал за сборную Азербайджана, дебютировал в 1995 году в игре против сборной Румынии.

### Тренерская
Сразу по окончании игровой карьеры приступил к тренерской деятельности. Работал помощником в «Нефтчи» у пяти главных тренеров — Гурбана Гурбанова, чеха Властимила Петржелы, украинца Анатолия Демьяненко, немца Ханса-Юргена Геде и Беюкаги Агаева.
В октябре 2009 года, после назначения главным тренером «Нефтчи» Вагифа Садыхова, покинул клуб.
В начале мая 2010 года назначен наставником дублирующего состава клуба «Нефтчи». С июня 2011 года был переведен на должность тренера-селекционера «Нефтчи».
В марте 2012 года, после отставки Сергея Юрана с поста главного тренера «Симурга», был назначен временно исполняющим обязанности главного тренера клуба из Закаталы. На данном посту выводил команду на календарную игру чемпионата против «Карабаха», которую «Симург» проиграл со счетом 0:2.
Спустя неделю стал помощником главного тренера «Симурга» Георгия Чихрадзе.
В сентябре 2016 года стал помощником Эльхана Абдуллаева в «Нефтчи».

## Достижения
- Чемпион Азербайджана: 1992, 2003/04, 2004/05
- Серебряный призёр чемпионата Азербайджана: 2000/01
- Бронзовый призёр чемпионата Азербайджана: 1998/99, 1999/2000, 2005/06
- Обладатель Кубка Азербайджана: 1998/99, 2003/04